# جغرافيا بلغاريا
| \| \|                                                                           |                                                                             |
| القارة                                                                          | أوروبا                                                                      |
| الإقليم                                                                         | البلقان                                                                     |
| الإحداثيات                                                                      |                                                                             |
| المساحة - المجموع - بحر                                                         | رقم.104 110,879 كم2 2,390 كم2                                               |
| الساحل                                                                          | 378 كم                                                                      |
| الحدود البرية                                                                   | 1,181 كم                                                                    |
| تحُدُها الدول                                                                     | رومانيا 609 كم، صربيا 341 كم، مقدونيا 165 كم، اليونان 493 كم، تركيا 259 كم. |
| المطالبات البحرية                                                               | 200 ميل بحري.                                                               |
| أعلى نقطة                                                                       | قمة مصلى، 2,925 م                                                           |
| أخفض نقطة                                                                       | البحر الأسود, 0 م                                                           |
| أطول نهر                                                                        | نهر إسكر, 368 كم                                                            |
| أكبر بُحيرة                                                                      | بحيرة بورغاس 27 كم2                                                         |
| استخدام الأراضي - الأراضي الزراعية -المحاصيل الدائمة - الغابات و الحُرجية - أخرى | 29,9 % 1,9 % 34 % 34,2 % (2005 إحصائيات.)                                   |
| المناخ:                                                                         | درجة الحرارة; بارد، رطب شتاءً; حار، صيف جاف                                  |
| التضاريس:                                                                       | بالأغلب جبلي مع أراضي مُنخفضة في الشمال والجنوب الشرقي.                      |
| المصادر الطبيعية                                                                | بوكسيت، نحاس، رصاص، زنك، فحم حجري، خشب منشور، أراضي زراعية.                 |
| المخاطر الطبيعية                                                                | زلازل (في بعض المناطق)، الانهيارات الأرضية.                                 |
| القضايا البيئية                                                                 | تلوث الهواء وتلوث المياه، إزالة الغابات، تلوث التربة.                       |
| Map of Bulgaria.                                                                |                                                                             |

بلغاريا هي دولة تقع في جنوب شرق أوروبا، على الحدود مع رومانيا وصربيا ومقدونيا واليونان وتركيا والبحر الأسود. حدودها الشمالية مع رومانيا على طول خط نهر الدانوب حتى مدينة سيليسترا. مساحة بلغاريا تَبلُغ 110,550 كم². وتَقَع بلغاريا على الساحل الغربي للبحر الأسود مع رومانيا شمالًا. ويَحِدُها من الجنوب اليونان وتركيا، ومن صربيا ومقدونيا غربًا. ورُغم صِغَر حجم بلغاريا إلا أنها تَملك مجموعة كبيرة ومتنوعة من الميزات الطبوغرافية. حيث يُمكن تصنيف أراضي بلغاريا إلى سهول، هضاب، تلال، جبال، أحواض، أودية. ويَقع المركز الجغرافي لبلغاريا في بلدة إزانة.

## التضاريس
تتنوع تضاريس بلغاريا بين السهول الواسعة والتلال والجبال المُنخفضة والعالية والعديد من الأودية والأودية العميقة والأنهار والبحيرات. ومن أهم خصائص تضاريس بلغاريا تَشكل مجموعات من التضاريس العالية والمنخفضة التي تَمتد من الشرق إلى الغرب في جميع أرجاء البلاد. تلكَ المجموعات من شكلياء الأرض هي من الشمال سهول الدانوب ثم جبال البلقان ثم سلاسل جبال رودوب وجبال ريلا. في أقصى الشرق بالقرب من البحر الأسود تمتد السهول، لكن تبدأ بالارتفاع تدريجيًا بإتجاه الغرب، وتكون المناطق الغربية من البلاد أراضي مرتفعة كليًا.
التالي جدول يُبين توزيع ارتقاع الأراضي في بلغاريا:
| نوع المنطقة          | الارتفاع (م) | المساحة (كم2) | المساحة (%) |
| -------------------- | ------------ | ------------- | ----------- |
| الأراضي المنخفضة     | 0-200        | 34,858        | 31,42       |
| التلال               | 200-600      | 45,516        | 41,00       |
| جبال منخفضة          | 600-1000     | 16,918        | 15,24       |
| جبال متوسطة الارتفاع | 1000-1600    | 10,904        | 9,82        |
| جبال مرتفعة          | 1600-2925    | 2,798         | 2,52        |

أكثر من ثُلثي مَساحة البِلاد من السُهول والهِضاب والمناطق الجَبلية على ارتفاع أقل من 600 متر. السهول (أقل 200 م) تُشكل 31% من بلغاريا، الهِضاب والسهول (200 - 600 م) 41%، الجبل المُنخفضة (600 - 1,000 م) 10%، الجبال المتوسطة (1,000 - 1,500 م) 10%، والجبال المرتفعة (أعلى من 1,500 م) 3%. ومُعدل الارتفاع في بلغاريا 470 م.
التضاريس البارزة الحاليّة في البلاد هو نتيجة للتطور الجيولوجي المستمر. وسَبب هذا التطور هو الصخور النارية والرسوبية والمتحولة مُختلفة المَنشأ والعُمر والتركيب. بدأ تَكوينها منذ أكثر من 500 مليون سنة خلال عصر ما قبل الكمبري ومستمر حتى الآن.

## المياه
تَملك بلغاريا شبكة كثيفة من الأنهار تَصل إلى حوالي 540 نهر. وبإستثناء نهر الدانوب فباقي الأنهار قصيرة وذات مُستويات مياه مُنخفضة.
تتدفق مُعظم الأنهار من خلال المناطق الجبلية، أقلها في منطقة سهل الدانوب، وسهول تراقيا العليا وخصوصاً دبروجة. ويوجد إثنين من الأحواض المائية الكُبرى: البحر الأسود ويُشكل (57% أراضي و42% أنهار)، وبحر إيجة (43% أراضي و58% أنهار). أطول الأنهار الموجودة داخل الأراضي البلغارية هو نهر إسكر بطول 368 كم، ثم نهر ستروما بطول 290 كم داخل بلغاريا فقط، ثم نهر ماريتسا في الجنوب.

## التنوع الحيوي
الجغرافيا النباتية في بلغاريا إمتداد من إقليم إيليريا

## معرض صور

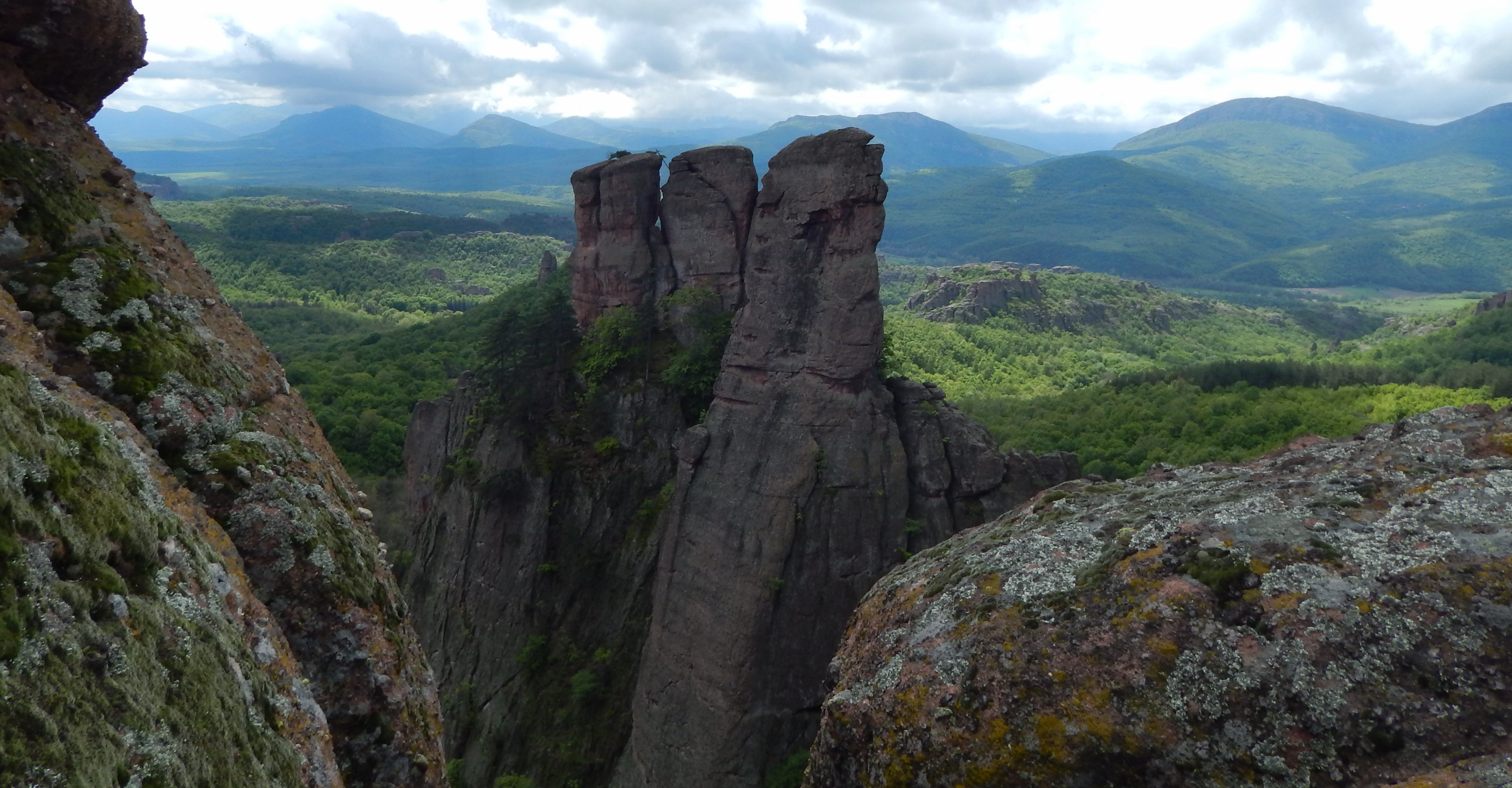
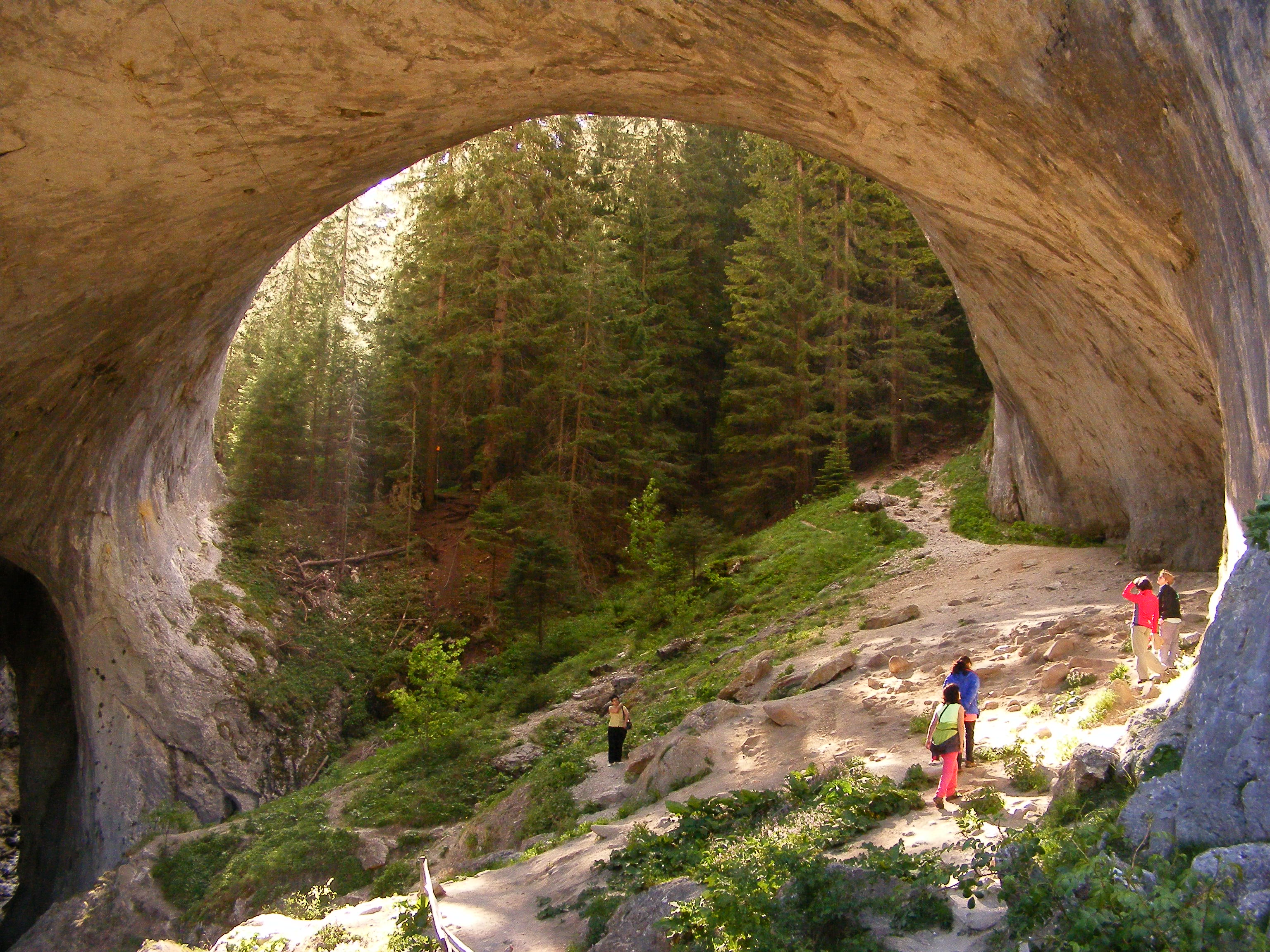
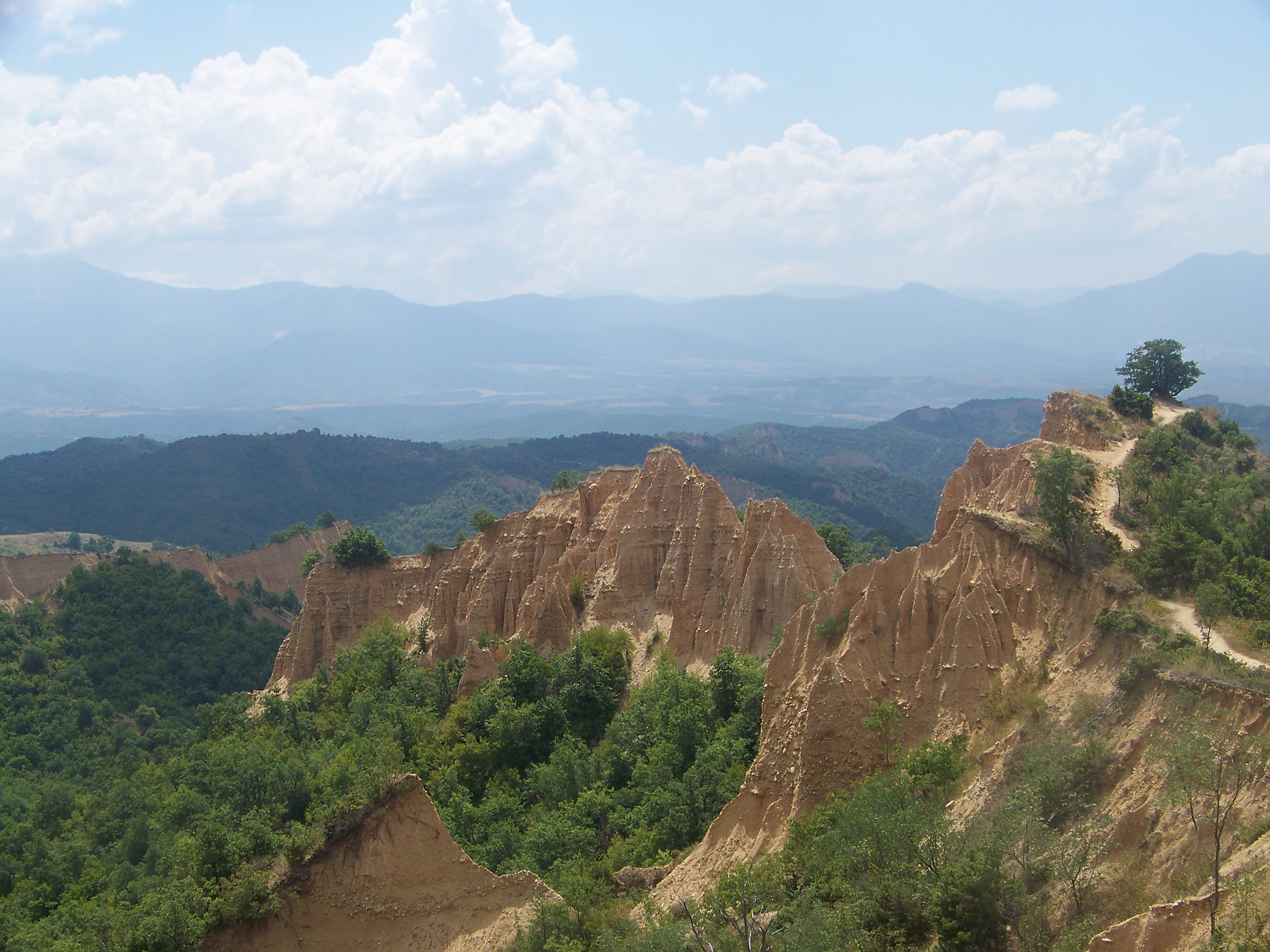
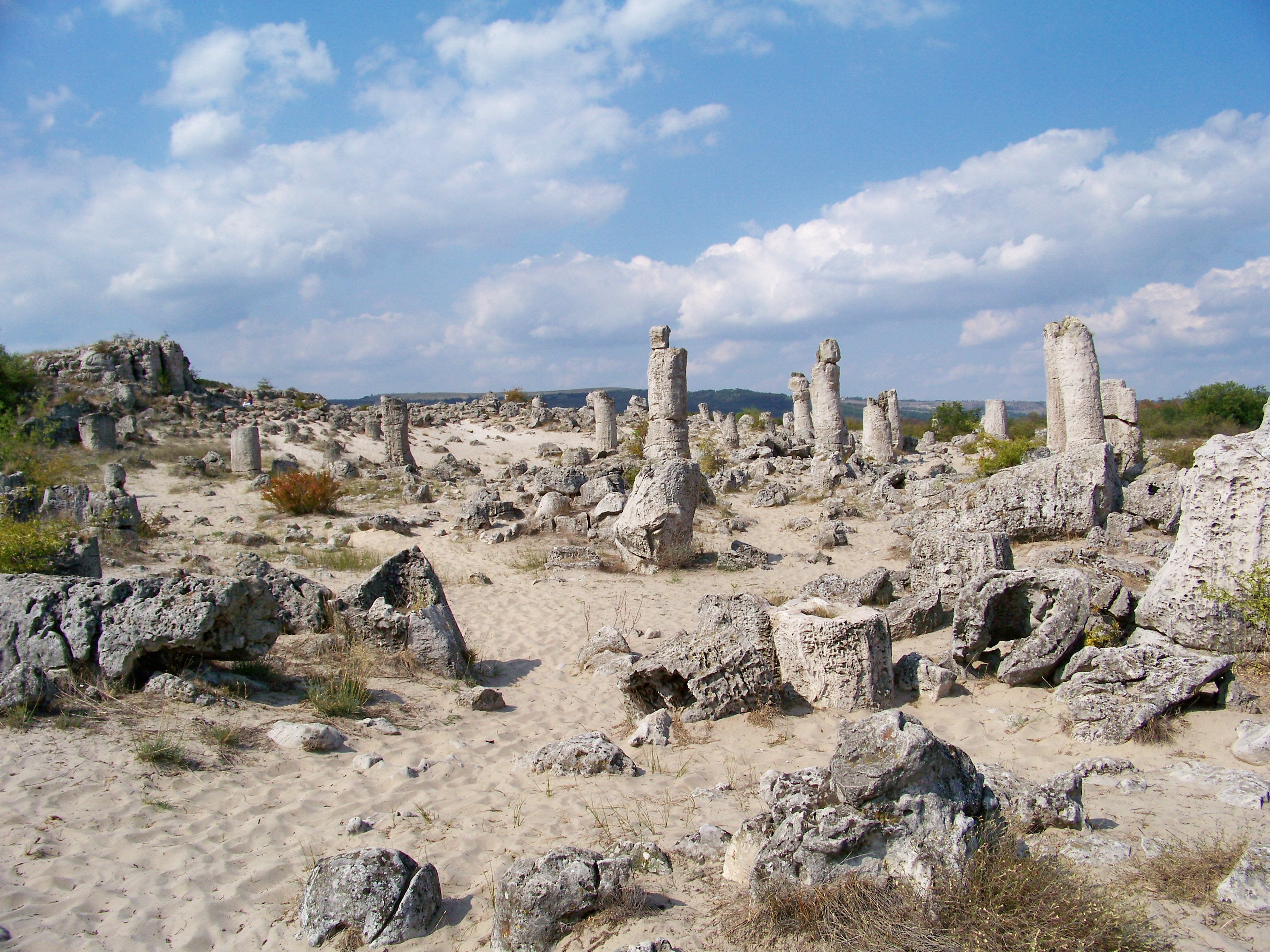
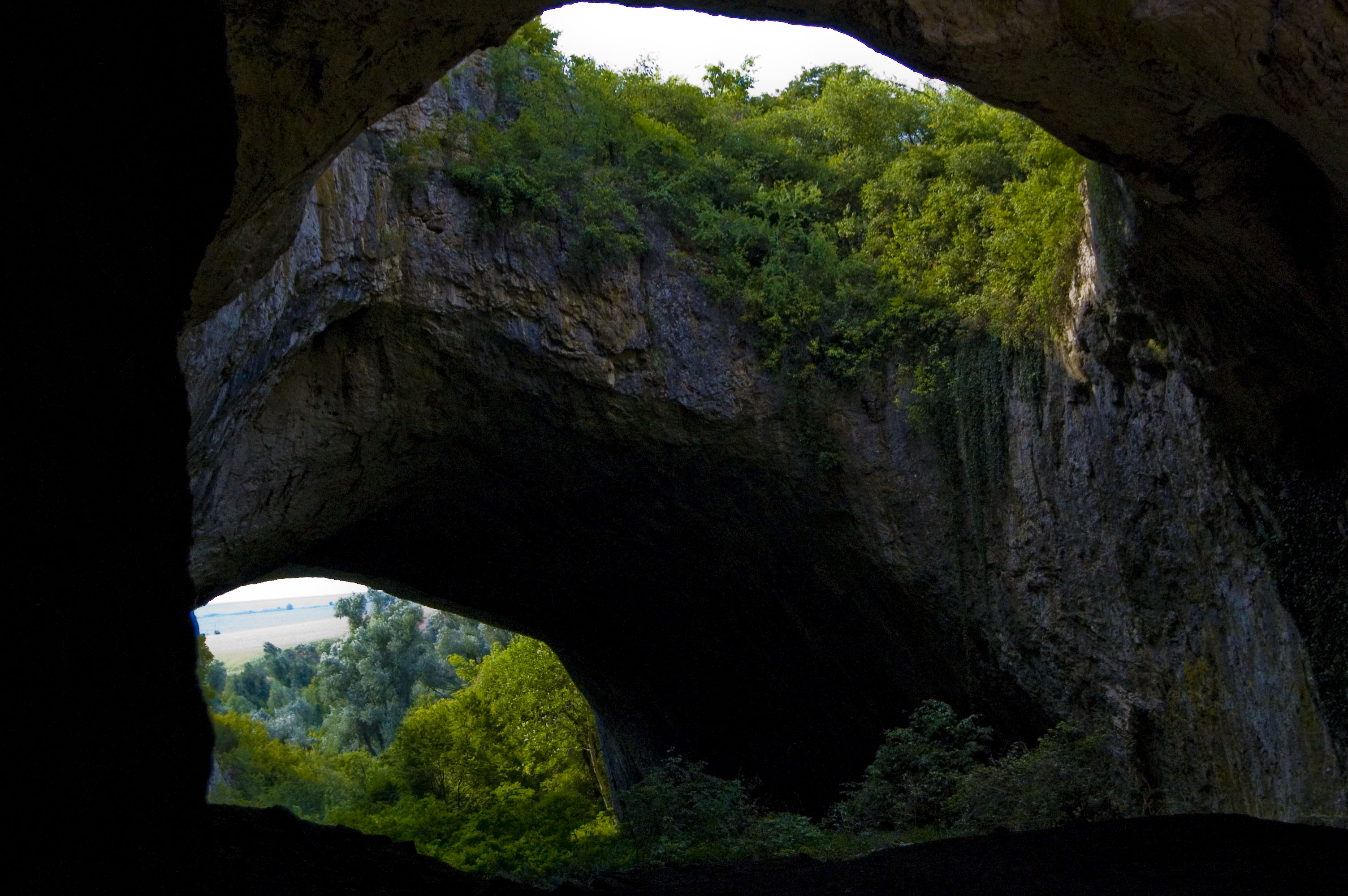

## انظر ايضاً
- نهر كامتشيا